# La Lumière des étoiles mortes
Pour plus de détails, voir Fiche technique et Distribution.
La Lumière des étoiles mortes est un long métrage semi-autobiographique réalisé par Charles Matton en 1993 et sorti en 1994.

## Synopsis
En 1940, la famille de Charles quitte Paris devant l'avancée des troupes allemandes. Elle va s'installer dans une petite ville thermale du Morvan, Saint-Honoré-les-Bains. Mais la guerre la rattrape et elle est obligée de partager sa maison avec un régiment de la Wehrmacht. 
Entre le jeune garçon de neuf ans, Charles et un jeune appelé allemand, étudiant en littérature, Karl, une relation de tendresse va s'installer, hors du temps et du contexte politique.
Mais la déportation d'une famille juive voisine et l'appel du régiment sur le front russe mettront fin à cette initiation artistique du préadolescent et à son insouciance.

## Fiche technique
- Réalisateur, coscénariste, et créateur des décors : Charles Matton
- Coscénariste : Sylvie Matton
- Producteur : Humbert Balsan
- Directeur de la photographie : Jean-Jacques Flori
- Musique : Nicolas Matton
- Montage : Catherine Poitevin
- Chef costumière : Isabelle Blanc assist. de Nathalie Raoul, Verena Sapper
- chef des décors : Pierre Sicre
- Caméraman : Jean Calvet
- Genre : drame
- Durée : 110 minutes
- Date de sortie :
  -  France : 12 janvier 1994

## Distribution
- Léonard Matton : Charles
- Jean-François Balmer : Pierre
- Caroline Silhol : Magdeleine
- Richard Bohringer : Beyrath
- Thomas Huber : Karl
- Burghart Klaußner : Capitaine Krantz
- Magali Leiris : Mademoiselle
- Béatrice Avoine : Léa
- Cécile Vassort : Louise
- Dieter Kirchlechner (de) : le Colonel
- Tristan Calvez : Paul